# Susanna Kuratli
Susanna Kuratli (* 5. Dezember 1948 in Thun als Susanna Kuster; † 2. Oktober 2018 in Birmensdorf) war eine Schweizer Kunstmalerin im Bereich der Naiven Kunst mit Bezügen zur traditionellen Ostschweizer Bauernmalerei.

## Leben
Nach dem Besuch der Kunstgewerbeschule und einer Lehre als Dekorateurin in Bern arbeitete Kuratli unter anderem drei Jahre in einer Weiterbildung als Bauzeichnerin in einem Architekturbüro in Genf. Den Zugang zur Malerei fand sie durch ihren Mann und dessen Wurzeln im toggenburgischen Nesslau. Im Laufe der Zeit rückte das Bauernhaus ins Zentrum ihrer Werke. Die Bilder entstanden in Ölfarbe aufgrund von Fotografien, welche sie auf Reisen durch die Schweiz aufnahm. Kuratli stellt die historischen Gebäude in traditionellen, regionalen Ausprägungen dar. Seit 1976 erscheint jährlich ein Kalender mit neuen Werken der Künstlerin.
2011 wurde bei Kuratli frontotemporale Demenz diagnostiziert und sie musste wenige Jahre später die Malerei aufgeben. Der Kalender erscheint seither als Zusammenstellung von Werken aus ihrem Nachlass. 

## Ausstellungen
Kuratlis erste Ausstellung fand im Jahre 1975 in der Galerie 58 in Bern im Rahmen eines Wettbewerbs mit 200 Teilnehmern (3. Platz) statt. Im darauffolgenden Jahr stellte sie auf Einladung der schweizerischen Zentrale für Handelsförderung  an der internationalen Messe in Gent im Schweizer Pavillon aus. Seither stellte sie in Galerien in der Schweiz aus. Im Oktober/November 2010 hatte sie eine Ausstellung in der Galerie am Paradeplatz.